# Jo Yon-jun
Jo Yon-jun (* 28. September 1937 in Kowŏn-gun, Hamgyŏng-namdo) ist ein nordkoreanischer Politiker der Partei der Arbeit Koreas (PdAK), der unter anderem Kandidat des Politbüros des Zentralkomitees (ZK) der PdAK, Erster Stellvertretender Leiter der ZK-Abteilung für Führungsorganisation sowie Mitglied des ZK der PdAK ist.

## Leben
Jo Yun-jun absolvierte nach dem Schulbesuch ein Studium an der Kim-Il-sung-Universität und war danach als Lehrer tätig sowie Träger des Titels „Lehrer des Jahres“. Später wechselte er zunächst in die zentrale Parteiführung und war unter anderem Instrukteur sowie danach stellvertretender Leiter einer Abteilung des ZK der PdAK. Im Anschluss war er Organisationssekretär der PdAK in der Provinz Hamgyŏng-namdo und wurde zum Kandidaten des ZK der PdAK gewählt.
Im Januar 2012 wurde Jo Yun-jun Erster Stellvertretender Leiter der ZK-Abteilung für Führungsorganisation sowie Mitglied des ZK der PdAK. Seit April 2012 ist er außerdem Kandidat des Politbüros des ZK der PdAK.